# Puthagaram
Puthagaram es una ciudad censal situada en el distrito de Chennai en el estado de Tamil Nadu (India). Su población es de 10263 habitantes (2011). Se encuentra a 33 km de Tiruvallur y a 11 km de Chennai.

## Demografía
Según el censo de 2011 la población de Puthagaram era de 10263 habitantes, de los cuales 5234 eran hombres y 5029 eran mujeres. Puthagaram tiene una tasa media de alfabetización del 91,58%, superior a la media estatal del 80,09%: la alfabetización masculina es del 94,80%, y la alfabetización femenina del 88,30%.